# Portret mężczyzny z rodziny Lespinette
Portret mężczyzny z rodziny Lespinette – obraz autorstwa malarza niderlandzkiego niemieckiego pochodzenia, Hansa Memlinga. 
Obraz jest prawdopodobnie częścią dyptyku, którego druga część zaginęła. Tezę taką wysunęli dwaj historycy sztuki zajmujący się malarstwem niderlandzkim: Hulio de Loo i Erwin Panofsky. Według nich, stworzone portrety na których męska postać miała złożone do modlitwy dłonie stanowiła część tryptyku lub dyptyku. Gdy twarz portretowanego była skierowana na prawo mamy do czynienia z dyptykiem (obraz Madonny zawsze umieszczany był po lewej stronie); gdy postać skierowana była w lewą stronę mamy do czynienia z tryptykiem a na przeciwległym panelu umieszczano portret innej kobiety. Powyższy portret został prawdopodobnie obcięty od dołu. Nad głową Memling namalował zachmurzone niebo w manierze zupełnie nie pasującej do niego.       